# Chondracanthus cottunculi
Chondracanthus cottunculi är en kräftdjursart som beskrevs av R. Rathbun 1886. Chondracanthus cottunculi ingår i släktet Chondracanthus och familjen Chondracanthidae. Inga underarter finns listade i Catalogue of Life.